# Léojac
Léojac – miejscowość i gmina we Francji, w regionie Oksytania, w departamencie Tarn i Garonna.
Według danych na rok 1990 gminę zamieszkiwały 802 osoby, a gęstość zaludnienia wynosiła 63 osób/km² (wśród 3020 gmin regionu Midi-Pireneje Léojac plasuje się na 411. miejscu pod względem liczby ludności, natomiast pod względem powierzchni na miejscu 903.).